# Head Bobs
Head Bobs é uma canção de hip hop lançada pelo grupo americano Black Eyed Peas. Foi lançado como o quinto e último single do álbum Behind the Front em 16 de junho de 1999, e publicado pela Interscope Records.

## Videoclipe
O vídeo começa com uma cena em preto e branco da dança break. Em seguida, will.i.am é mostrado em uma passagem estreita em um parque. No resto do vídeo, will.i.am, apl.de.ap e Taboo são exibidos em diferentes locais, tais como submarinos, Golfcourse, parque, rua, pista de dança e um barco que navega sobre o mar.

## Faixas
CD single
1. "Say Goodbye"
2. "Head Bobs"